# Didier Tala
Eugène Didier Talla Nembot, né le 8 mai 1989, est un footballeur camerounais évoluant au poste de milieu de terrain avec l'Avenir sportif de La Marsa.

## Biographie

### En équipe nationale
Avec la sélection camerounaise B, il dispute 3 matchs amicaux en 2015 lors du voyage en Asie.

## Clubs
- 2009-2012 : Panthère du Ndé ( Cameroun)
- 2012-2013 : Salalah SC ( Oman)
- 2013-201.. : Avenir sportif de La Marsa ( Tunisie)

## Palmarès
- Coupe du Cameroun :
  - Vainqueur en 2009 avec la Panthère du Ndé